# Пауль Шультайсс
Пауль Шультайсс (нім. Paul Schultheiss; 17 серпня 1893, Зонтгофен — 26 травня 1944, Баєріш-Айзенштайн) — німецький офіцер, генерал-лейтенант люфтваффе.

## Біографі
3 липня 1912 року вступив в 120-й піхотний полк. Учасник Першої світової війни. З травня 1915 по квітень 1916 року проходив льотну підготовку в 1-му запасному авіазагоні. З червня 1916 по квітень 1917 року воював у складі 300-го польового авіазагону «Паша», що діяв на турецькому фронті. Після демобілізації армії залишений в рейхсвері, служив у кавалерії. В 1926/29 роках — командир ескадрону 18-го кінного полку. З 15 липня 1931 року — референт відділу ППО Імперського військового міністерства, з 3 травня 1933 року — начальник відділу. 1 жовтня 1934 року переведений в люфтваффе і призначений офіцером для особливих доручень в Імперському міністерстві авіації. З 1 жовтня 1935 року — військово-повітряний аташе у складі німецького посольства в Будапешті. З 1 червня 1938 року — офіцер для особливих доручень при головнокомандувачі люфтваффе. 1 лютого 1939 року призначений інспектором штурмової авіації, а 30 січня 1940 року — бомбардувальної і штурмової авіації. З 22 жовтня 1940 року — вищий командир училищ штурмової авіації. З 15 березня 1943 року — інспектор навчальних закладів та бойової підготовки. Загинув унаслідок нещасного випадку.

## Звання
- Фанен-юнкер (3 липня 1912)
- Фенріх (22 березня 1913)
- Лейтенант (25 лютого 1914; патент від 21 лютого 1912)
- Оберлейтенант (18 квітня 1917)
- Ротмістр (1 лютого 1924)
- Майор запасу (3 травня 1933)
- Майор (1 лютого 1934)
- Оберстлейтенант (1 січня 1936)
- Оберст (1 квітня 1938)
- Генерал-майор (1 січня 1941)
- Генерал-лейтенант (1 січня 1943)

## Нагороди
- Залізний хрест 2-го і 1-го класу
- Нагрудний знак військового пілота (Пруссія)
- Орден Фрідріха (Вюртемберг), лицарський хрест 2-го класу з мечами
- Галліполійська зірка (Османська імперія)
- Срібна медаль «Ліакат» (Османська імперія)
- Нагрудний знак «За поранення» в чорному
- Пам'ятний знак пілота (Пруссія)
- Почесний хрест ветерана війни з мечами (1934)
- Нагрудний знак пілота
- Медаль «За вислугу років у Вермахті» 4-го, 3-го, 2-го і 1-го класу (25 років; 2 жовтня 1936) — отримав 4 медалі одночасно.
- Медаль «У пам'ять 1 жовтня 1938 року» із застібкою «Празький град»
- Застібка до Залізного хреста 2-го і 1-го класу